# Combinado nórdico nos Jogos Olímpicos de Inverno da Juventude de 2012
A disputa do combinado nórdico nos Jogos Olímpicos de Inverno da Juventude de 2012 foi realizada na Seefeld Arena, em Seefeld, Áustria, no dia 15 de janeiro. Apenas a prova individual realizou-se, entretanto os atletas também paticiparam da disputa da disputa por times no salto de esqui.

## Calendário
| Janeiro           | 13 | 14 | 15 | 16 | 17 | 18 | 19 | 20 | 21 | 22 |
| ----------------- | -- | -- | -- | -- | -- | -- | -- | -- | -- | -- |
| Combinado nórdico |    |    | 1  |    |    |    |    |    |    |    |

|  | Dia de final |  | Dia do revezamento misto do salto de esqui |

## Qualificação
Das vinte vagas disponíveis, apenas 17 foram preenchidas, as 3 vagas destinadas a CON's convidados não foram utilizadas. A Áustria, como país-sede, tem uma vaga assegurada, bem como os seis países que marcaram pontos no Troféu Marc Holder do Campeonato Mundial Júnior de Esqui Nórdico da FIS de 2011. As quatorze vagas restantes foram distribuídas aos países melhores classificados na disputa dos 5 km Campeonato Mundial Júnior de Esqui Nórdico da FIS de 2011. Cada CON deverá designar apenas um atleta para o evento.
| - GER Alemanha - AUT Áustria (país-sede) - BLR Bielorrússia - CAN Canadá - SLO Eslovênia - USA Estados Unidos - EST Estônia - FIN Finlândia - FRA França - ITA Itália | - JPN Japão - NOR Noruega - POL Polônia - CZE Chéquia - RUS Rússia - SUI Suíça - UKR Ucrânia - Convite - Convite - Convite |

## Medalhistas
| Evento                     | Ouro                     | Prata                      | Bronze                 |
| -------------------------- | ------------------------ | -------------------------- | ---------------------- |
| Combinado Nórdico detalhes | Tomas Portyk CZE Chéquia | Ilkka Herola FIN Finlândia | Go Yammamoto JPN Japão |

## Quadro de medalhas
| Ordem | País          | Medalha de ouro | Medalha de prata | Medalha de bronze |   | Ordem por total |
| ----- | ------------- | --------------- | ---------------- | ----------------- | - | --------------- |
| 1     | CZE Chéquia   | 1               | 0                | 0                 | 1 | 1               |
| 2     | FIN Finlândia | 0               | 1                | 0                 | 1 | 1               |
| 3     | JPN Japão     | 0               | 0                | 1                 | 1 | 1               |
| Total | Total         | 1               | 1                | 1                 | 3 | -               |